# William Cushing
William Cushing (Scituate, Massachusetts, 1 de março de 1732 – Scituate, 13 de setembro de 1810) foi um Juiz Associado da Suprema Corte dos Estados Unidos de 2 de Fevereiro de 1790 a 13 de Setembro de 1810, também foi um dos seis primeiros juízes da Suprema Corte sendo nomeado pelo Presidente George Washington.
Apresenta dois episódios obscuros em sua vida, um a de que não se sabe se recusou ou foi rejeitado pelo Senado sua nomeação para Chefe de Justiça, juiz que preside a Suprema Corte; outro episódio é sua morte que não tem data certa conhecida e não foi devidamente explicada. Cushing foi o último jurista americano Wig (que usava peruca cerimonial ao oficiar como juiz). Morreu provavelmente em 1810.